# Estrennes
Estrennes – miejscowość i gmina we Francji, w regionie Grand Est, w departamencie Wogezy.
Według danych na rok 1990 gminę zamieszkiwało 86 osób, a gęstość zaludnienia wynosiła 14 osób/km² (wśród 2335 gmin Lotaryngii Estrennes plasuje się na 959. miejscu pod względem liczby ludności, natomiast pod względem powierzchni na miejscu 911.).